# Lenjin (nuklearni ledolomac)
Lenjin (rus. Атомный ледокол "Ленин"), je sovjetski/ruski ledolomac izgrađen 1957. kao prvi površinski brod na nuklearni pogon i prvi civilni nuklearni brod. Lenjin je uveden u službu 1959., a povučen 1989. Sačuvan je kao brod muzej u Murmansku.

## Pogon
Kada je porinut 1957., Lenjin je bio opremljen s tri reaktora OK-150, svaki snage 90 MW. U kasnijoj konfiguraciji, dva reaktora OK-900, svaki snage 171 MW, parom su snabdijevali četiri turbo-generatora Kirov koji su pokretali tri grupe elektromotora i tri propelera. 

## Nuklearni incidenti
Veljače 1965., dogodio se kvar na sustavu hlađenja. Nakon što je reaktor ugašen radi obnove zalihe goriva, rashladno sredstvo uklonjeno je iz reaktora broj dva prije nego što je uklonjeno istrošeno nuklearno gorivo. Radi toga, neki elementi goriva istopili su se ili deformirali unutar reaktora što je otkriveno kada su elementi istrošenog goriva iskrcani radi odlaganja. 124 elemenata nuklearnog goriva (oko 60% od ukupno) bilo se zaglavilo u jezgri. Gorivo, kontrolna mreža i kontrolne šipke izvađeni su te je popravak trajao dvije godine, ali ubrzo nakon povratka u službu 1967., dogodio se još jedan incident, također na sustavu hlađenja.
Tadašnje curenje je zahtijevalo proboj betonsko-metalnog biološkog štita, nakon čega je ustanovljeno da oštećenja uzrokovana nije moguće popraviti. Naknadno, sva tri reaktora zamijenjena su s dva nova reaktora OK-900, skoro dvostruko veće snage u odnosu na reaktore OK-150, koji su kasnije instalirani na veliku većinu ostalih nuklearnih površinskih brodova Sovjetskog Saveza, kao bojne krstaše klase Kirov i ledolomce klase Arktika.

## Povlačenje
Lenin je otpisan iz službe 1989., radi velike istrošenosti trupa uzrokovane stalnim trenjem o led. Raspremljen je u bazi nuklearnih ledolomaca Atomflot u Murmansku, te su popravak i konverzija u brod muzej dovršeni 2005.

## Vanjske poveznice
- Как был построен атомный ледокол "Ленин"   Arhivirana inačica izvorne stranice od 8. rujna 2003. (Wayback Machine) (rus.)
- Bellona Foundation Article on Icebreaker Lenin  Arhivirana inačica izvorne stranice od 15. listopada 2007. (Wayback Machine)